# 神國發言
神國發言（神の国発言（かみのくにはつげん））是指2000年日本內閣總理大臣森喜朗一次關於日本是「以天皇為中心的神國」的爭議性發言。神國發言在日本政界掀起很大波瀾，最終導致森喜朗不得不解散眾議院（神國解散）、提前進行大選。

## 發言
2000年，日本首相小淵惠三突然中風昏迷住院（一個月後病逝），森喜朗接任首相。上任不久的森喜朗在2000年5月15日「神道政治聯盟國會議員懇談會」30周年紀念會上發表演說，演說內容強調了當代社會宗教教育的重要性，當中有一句十分具有爭議性的發言：
|  | 日本是一個以天皇為中心的神國，爲了讓國民充分了解這一點，我們努力到了現在。 （日本の国、まさに天皇を中心としている神の国であるぞということを国民の皆さんにしっかりと承知をして戴く。そのために我々が頑張って来た。） |

## 輿論反彈
神國發言馬上引起各界的強烈反彈，在野黨與部份輿論認為：《日本國憲法》已明確了國民主權和政教分離原則，天皇已由「神」還原成「人」，天皇變成只是日本及日本國民的象徵；森喜朗以首相身分發表神國發言，明顯背離憲法原則。
《朝日新聞》的社評說，神國發言否定了國民主權原則，日本經歷了多年的災難和探索才確立了國民主權原則，「如果森喜朗能夠自覺重視國民主權的價值，就不會說出這樣的話；如果森喜朗不懂得這樣的道理，就令人懷疑他是否能擔任首相。」
《每日新聞》猛烈抨擊，森喜朗以「神授論」治國，是無能的表現。
一開始，第一次森內閣大部分成員都表示支持森喜朗，但是輿論反彈的風潮愈演愈烈。森喜朗在5月17日回應外界的質疑時表明，神國發言中「以天皇為中心」是說日本的悠久歷史和文化，不是否定主權在民和信仰自由，「如果講話使人產生誤解，我對此表示抱歉」。不過森喜朗拒絕收回神國發言。
在野的民主黨、自由黨、社民黨、日本共產黨認為，神國發言違憲、是當年日本軍國主義對外侵略的思想基礎；決定追究到底，要求森喜朗辭職，並提出了內閣不信任動議。
執政聯盟的公明黨和其支持團體創價學會，也對神國發言表示關注和擔憂。
中華人民共和國外交部和大韓民國外交部都就神國發言向日本政府提出了抗議。

## 后續
神國發言後，第一次森內閣的支持率大幅下降。最後森喜朗不得不宣布解散眾議院，舉行大選。

## 外部連結
- 「神國發言」全文